# Jang Won-young
Đây là một tên người Triều Tiên, họ là Jang.
Jang Won-young (tiếng Hàn: 장원영; Hanja: 張員瑛; sinh ngày 31 tháng 8 năm 2004) là một nữ ca sĩ, người mẫu và người dẫn chương trình truyền hình người Hàn Quốc. Cô được biết đến với tư cách là thành viên của nhóm nhạc nữ IVE và là cựu thành viên của nhóm nhạc dự án IZ*ONE.

## Tiểu sử
Wonyoung sinh ngày 31 tháng 8 năm 2004 ở Ichon-dong, Yongsangu, Seoul. Cô là em út trong gia đình có hai người con gái. Cô theo học ở một trường mẫu giáo quốc tế, và sau khi tốt nghiệp tiểu học tại trường Tiểu học Seoul Sinyongsan, cô tiếp tục theo học tiếp tại trường trung học cơ sở Yonggang. Cô được Starship Entertainment phát hiện trên đường khi tham dự lễ tốt nghiệp trung học của chị gái hơn 3 tuổi vào năm 2016. Sau khi thực tập được 1 năm 2 tháng, cô cùng 2 người bạn khác đại diện cho công ty tham gia Produce 48.
Sau khi bắt đầu các hoạt động cùng với IZ*ONE, công ty chủ quản của IZ*ONE Off the Record thông báo rằng Wonyoung và bố mẹ cô ấy đã quyết định cho cô ấy nghỉ học tại trường trung học cơ sở Yonggang để học tại nhà. Trong kì thi đánh giá năng lực đầu vào trung học, cô ấy đã đạt được số điểm tuyệt đối trong tiếng Hàn, tiếng Anh và Toán học. Vào năm 2020, cô nhập học tại Trường Trung học Biểu diễn Nghệ thuật Seoul (SOPA) với chuyên ngành âm nhạc thực hành.

## Sự nghiệp

### 2018–2021:Produce 48và IZ*ONE

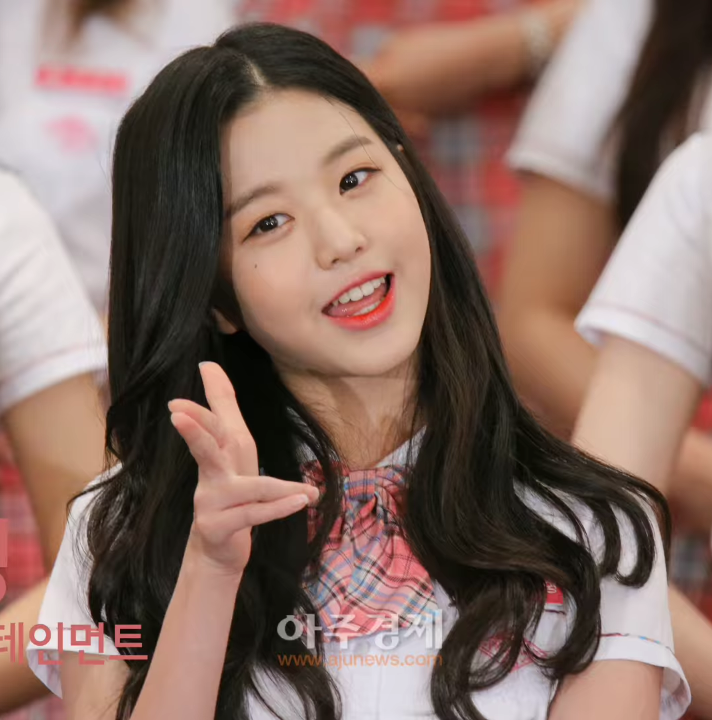
Jang Wonyoung tại Produce 48

Từ ngày 15 tháng 6 đến ngày 31 tháng 8 năm 2018, Wonyoung cùng với An Yujin và Cho Ka-hyeon đại diện cho Starship Entertainment tham gia chương trình truyền hình thực tế sống còn của nhóm nhạc nữ Produce 48. Cuối cùng, tại đây, cô ấy đã đạt vị trí số 1 chung cuộc và ra mắt với với tư cách là center của nhóm nhạc bước ra từ chương trình IZ*ONE.
Mini album đầu tay tại Hàn Quốc (EP) Color*IZ của nhóm được phát hành vào ngày 29 tháng 10 năm 2018 bởi Off the Record với ca khúc chủ đề "La Vie en Rose". Cả EP và đĩa đơn chính của nó đều nhận được rất nhiều thành công về thành tích và doanh số, nhờ đó mà nhóm đã nhận được giải thưởng Nghệ sĩ mới của năm tại một số lễ trao giải trong nước, bao gồm Golden Disc Awards và Seoul Music Awards. Đĩa đơn tiếng Nhật của nhóm "Suki to Iwasetai" được phát hành vào ngày 6 tháng 2 năm 2019 bởi UMG, một công ty của tập đoàn EMI Records. Sau những thành công ở 2 sản phẩm đầu tay, Wonyoung cùng nhóm tiếp tục phát hành những sản phẩm khác và đạt được thành công nhất định trong sự nghiệp.
Ngày 29 tháng 4 năm 2021, IZ*ONE tan rã, Wonyoung trở lại làm thực tập sinh của Starship Entertainment cùng với người bạn cùng nhóm, đồng nghiệp cùng công ty An Yujin.

### 2021–nay: IVE
Ngày 1 tháng 12 năm 2021, Wonyoung tái ra mắt cùng An Yujin với vai trò vocalist trong nhóm nhạc 6 thành viên của Starship Entertainment là IVE, với đĩa đơn đầu tay Eleven. Wonyoung là thành viên thứ tư của Iz*One tái debut cùng với Yujin sau khi Kwon Eun-bi và Jo Yu-ri, hai thành viên cùng nhóm cũ đã debut solo. Single đầu tay Eleven của nhóm đã nhận được vô số thành tích ấn tượng trong thị trường nội địa cũng như quốc tế đưa nhóm trở thành một trong những tân binh khủng long của năm 2021-2022. Tiếp đó, nhóm liên tục phát hành các sản phẩm âm nhạc khác và đạt được những thành công nhất định.
Won-young đã tham gia viết lời tiếng Hàn cho album I'VE IVE,I'VE MINE và I'VE SWITCH

### 2021-nay: MC
Từ ngày 8 tháng 10 năm 2021, Wonyoung chính thức trở thành MC thứ 37 của chương trình âm nhạc hàng tuần Music Bank trên đài truyền hình KBS cùng với Park Sung-hoon. Sau gần 1 năm, ngày 23/9/2022, bộ đôi Jangkku đã kết thúc nhiệm kì thứ 37 của mình. Wonyoung tiếp tục nhiệm kì thứ 38 vào ngày 30/9/2022 với bạn dẫn là nam diễn viên Lee Chaemin và rời khỏi vai trò là MC của show Music Bank vào ngày 13 tháng 1 năm 2023.
Ngày 2 tháng 12 năm 2021, Wonyoung cùng với Leeteuk trở thành bộ đôi dẫn chương trình cho Lễ trao giải Nghệ sĩ Châu Á AAA 2021 và trở thành người dẫn chương trình trẻ tuổi nhất trong lịch sử lễ trao giải này. Ngày 13 tháng 12 năm 2022, năm thứ hai liên tiếp Wonyoung đảm nhận vị trí dẫn chương trình tại Lễ trao giải Nghệ sĩ Châu Á AAA 2022 cùng với Leeteuk. Ngày 18 tháng 8 năm 2023, Wonyoung đảm nhận vị trí MC đặc biệt ngày 1 của KCON LA 2023. Ngày 14 tháng 12 năm 2023 năm thứ ba liên tiếp Wonyoung tiếp tục làm MC cho Lễ trao giải Nghệ sĩ Châu Á AAA 2023 cùng với Sung Hanbin, Kang Daniel.

## Quảng cáo
Trong thời gian làm thực tập sinh tại Starship Entertainment trước 2018, Wonyoung được chọn là người mẫu quảng cáo trong video ca nhạc được tài trợ bởi PEPSI KOREA có tên "LOVE IT LIVE IT" cùng với YDPP và Park Sun.
Cùng với các hoạt động cùng IZ*ONE, Wonyoung đã xuất hiện với tư cách là người mẫu quảng cáo cho nhiều tạp chí thời trang như Beauty Plus, Vogue Korea và Elle Korea và nhiều thương hiệu làm đẹp khác nhau tại Hàn Quốc như Dior, Miu Miu và Laura Mercier. Cô cũng xuất hiện trên tạp chí GQ Korea vào tháng 7 năm 2020.
Tháng 2 năm 2021, Wonyoung xuất hiện với tư cách là người mẫu cho bộ sưu tập tiền Xuân 2021 của Miu Miu cùng với Kim Min-ju trong tạp chí Elle Korea. Cô ấy cũng được xếp vào danh sách K-icons của Miu Miu cùng với Im Yoon-ah trong suốt tuần lễ thời trang Thu/Đông 2021. Trong năm này, Wonyoung đã được chọn làm một trong những người mẫu quảng cáo xuất hiện trong video ca nhạc "ZERO ATTITUDE" được tài trợ bởi PEPSI KOREA dưới danh nghĩa là thành viên Iz*One cho chiến dịch K-pop Pepsi 2021. Chiến dịch này được tiết lộ bởi công ty chủ quản của cô Starship Entertainment với sự hợp tác giữa Iz*One, Soyou và pH-1.
Sau khi Iz*One tan rã, Wonyoung đã xuất hiện trong bộ film thời trang tên là Chaumet's Joséphine Collection và Miu Miu's Maritime.
Ngày 27 tháng 7 năm 2021, tập đoàn Amorepacific đã tuyên bố rằng Wonyoung được chọn để trở thành nàng thơ mới và đại sứ của thương hiệu mỹ phẩm thiên nhiên Innisfree..
Ngày 12 tháng 10 năm 2021, Wonyoung được tuyên bố chính thức trở thành nàng thơ của nhãn hàng quần áo tuổi teen Kirsh.
Năm 2022 là một năm đầy thành công của Wonyoung trong lĩnh vực quảng cáo, người mẫu khi trong chưa đầy một năm cô đã nắm trong tay vô số hợp đồng quảng cáo từ những thương hiệu lớn trên toàn thế giới.

### Thống kê hợp đồng quảng cáo
| Thương hiệu      | Dòng sản phẩm         | Danh phận            | Ghi chú           |
| ---------------- | --------------------- | -------------------- | ----------------- |
| Miu Miu          | Quần áo               | Đại sứ thương hiệu   |                   |
| Innisfree        | Mỹ phẩm               | Đại sứ toàn cầu      |                   |
| Chaumet          | Trang sức             | Bạn thân thương hiệu | Không còn hợp tác |
| Kirsh            | Quần áo               | Nàng thơ             | Không còn hợp tác |
| SK Telecom       | Viễn thông            | Người mẫu quảng cáo  | Không còn hợp tác |
| Gospheres        | Thời trang Golf       | Đại sứ toàn cầu      | Không còn hợp tác |
| Hapa Kristin     | Lens                  | Đại sứ toàn cầu      |                   |
| Eider            | Quần áo               | Nàng thơ             |                   |
| FRED             | Trang sức             | Đại sứ thương hiệu   | Không còn hợp tác |
| Suecomma Bonnie  | Giày dép              | Nàng thơ             | Không còn hợp tác |
| SJSJ             | Quần áo               | Nàng thơ             | Không còn hợp tác |
| AMUSE            | Mỹ phẩm               | Nàng thơ             |                   |
| Rolarola         | Quần áo               | Người mẫu quảng cáo  |                   |
| Kérastase        | Chăm sóc tóc          | Đại sứ thương hiệu   |                   |
| Dashing Diva     | Chăm sóc móng         | Đại sứ toàn cầu      |                   |
| Malto            | Nước uống             | Đại sứ toàn cầu      |                   |
| Tommy Jeans      | Quần áo               | Đại sứ thương hiệu   |                   |
| Dyson Korea      | Chăm sóc tóc          | Đại sứ thương hiệu   |                   |
| Jim Beam         | Nước uống             | Người mẫu quảng cáo  |                   |
| Woori Bank       | Ngân hàng - tài chính | Người mẫu quảng cáo  |                   |
| Woori WON mobile | Dịch vụ điện tử       | Người mẫu quảng cáo  |                   |
| Woori WON MTS    | Ứng dụng đầu tư       | Người mẫu quảng cáo  |                   |
| Kem Binggrae     | Đồ ăn                 | Người mẫu quảng cáo  |                   |
| Better           | Sức khỏe              | Người mẫu quảng cáo  |                   |
| Medicube         | Làm đẹp               | Người mẫu quảng cáo  |                   |
| New Balance      | Giày dép              | Bạn thân thương hiệu |                   |
| Downy            | Nước xả vải           | Đại sứ thương hiệu   |                   |

## Tạp chí

### Lục đại tạp chí nữ Hàn Quốc
| Tên Tạp chí     | Mở Khoá                | Ghi chú |
| --------------- | ---------------------- | ------- |
| VOGUE           |                        |         |
| Harper's BAZAAR | {\displaystyle \surd } |         |
| ELLE            | {\displaystyle \surd } |         |
| Marie Claire    | {\displaystyle \surd } | Digital |
| COSMOPOLITAN    | {\displaystyle \surd } |         |
| W Korea         | {\displaystyle \surd } |         |

## Show diễn thời trang
| Thời gian | Show diễn                   | Vai trò   | Tổ chức  |
| --------- | --------------------------- | --------- | -------- |
| 2019      | Tokyo Girls Collection 2019 | Người mẫu | Nhật Bản |

## Danh sách đĩa nhạc

### Produce 48
| Album               | Bài hát                                                                                              |
| ------------------- | --- |
| Nekkoya             | Nekkoya (Pick me)                                                                                    |
| 30 Girls 6 Concepts | Rollin' Rollin'                                                                                      |
| Final               | - 꿈을 꾸는 동안 / 夢を見ている間 (Korean Version) - 夢を見ている間 (Japanese Version) - We Together |

### Sáng tác
| Năm  | Nghệ sĩ | Bài hát       | Album         | Người viết lời | Người soạn nhạc | Arranger |
| ---- | ------- | ------------- | ------------- | -------------- | --------------- | -------- |
| 2020 | IZ*ONE  | Dreamlike     | Bloom * Iz    | ✓              | ✘               | ✘        |
| 2020 | IZ*ONE  | With*One      | Oneiric Diary | ✓              | ✘               | ✘        |
| 2023 | IVE     | Mine          | I'VE IVE      | ✓              | ✘               | ✘        |
| 2023 | IVE     | Shine With Me | I'VE IVE      | ✓              | ✘               | ✘        |
| 2023 | IVE     | OTT           | I'VE MINE     | ✓              | ✘               | ✘        |
| 2024 | IVE     | Blue Heart    | IVE SWITCH    | ✓              | ✘               | ✘        |

## Danh sách phim

### Chương trình truyền hình
| Năm  | Chương trình              | Kênh | Vai trò   | Ghi chú                                  |
| ---- | ------------------------- | ---- | --------- | ---------------------------------------- |
| 2018 | Produce 48                | Mnet | Thí sinh  | Hạng 1                                   |
| 2018 | Hello Counselor           | KBS  | Khách mời | tập 389 với Choi Yena                    |
| 2019 | Let's eat dinner together | JTBC | Khách mời | tập 121 với P.O                          |
| 2020 | Running man               | SBS  | Khách mời | tập 513 với Soyou, Lee Mijoo, Kim Doyeon |
| 2021 | Weekly Idol               | MBC  | Khách mời | tập 540 với IVE                          |
| 2022 | Weekly Idol               | MBC  | Khách mời | tập 556 với IVE                          |
| 2023 | Running man               | SBS  | Khách mời | tập 639 với IVE                          |

### Video âm nhạc
| Năm  | Tiêu đề         | Nghệ sĩ                     | Tham khảo     |
| ---- | --------------- | --------------------------- | ------------- |
| 2018 | Love It Live It | YDPP, Park Sun              | [ 18 ]        |
| 2021 | Zero:Attitude   | Soyou x IZ*ONE (feat. PH-1) | [ 19 ] [ 20 ] |
| 2022 | Blue & Black    | IVE x CRAVITY x OH MY GIRL  | [ 21 ]        |